# Jean Le Laboureur
Pour les articles homonymes, voir Laboureur (homonymie).
Jean Le Laboureur, né à Montmorency en 1623, mort le 26 juin 1675, est un ecclésiastique, écrivain et un historien français du XVIIe siècle. Il est frère de Louis Le Laboureur.

## Biographie
Petit-fils, fils et frère de baillis du duché de Montmorency, il publia à dix-neuf ans un Tombeau des personnes illustres dont les sépultures sont à l'église des Célestins de Paris. En 1644, gentilhomme servant à la cour, il fut choisi pour accompagner en Pologne la maréchale de Guébriant, ambassadrice extraordinaire de France, et Louise-Marie de Gonzague, future reine, et il publia ensuite une relation de ce voyage. À son retour au bout d'un an, il entra dans le clergé, fut nommé aumônier du roi, et reçut comme bénéfice le prieuré de Juvigné. Il se signala ensuite par des travaux d'érudition historique qui lui acquirent un grand renom. Il fut décoré de l'ordre de Saint-Michel en 1664.

## Œuvres
- Tombeau des personnes illustres dont les sépultures sont à l'église des Célestins de Paris, 1641 ;
- Relation du voyage de la Reine de Pologne, et du retour de Madame la Maréchale de Guébriant, ambassadrice extraordinaire, 1647 ;
- Histoire du Comte de Guébriant, Maréchal de France, 1656 ;
- Les Mémoires de Michel de Castelnau, Seigneur de Mauvissiere, contenant les choses remarquables qu'il a vues et négociées en France, en Angleterre, en Écosse sous les rois François II  et Charles IX, depuis l'an 1559. jusqu'à l'août 1570, édition commentée, 1659.
- Histoire de Charles VI, roi de France, écrite par les ordres et sur les mémoires et les avis de Guy de Monceaux et de Philippes de Villette, abbés de Saint-Denis, par un auteur contemporain, religieux de leur abbaye [...] traduite sur le manuscrit latin tiré de la bibliothèque de M. le président de Thou [...] illustrée de plusieurs commentaires tirés de tous les originaux de ce règne [...][2], traduction française et commentaire, 1663 ;
- Tableaux généalogiques des seize quartiers de nos rois depuis Saint Louis jusqu'à présent (publié en 1683)
- Discours de l'Origine des armoiries, 1684.

## Sources
- Jean-Pierre Niceron :  Memoires pour servir a l'histoire des hommes illustres dans la Republique des lettres: avec un catalogue raisonne de leurs ouvrages, Volume 14.